# Nagroda Brama Stokera w 1988

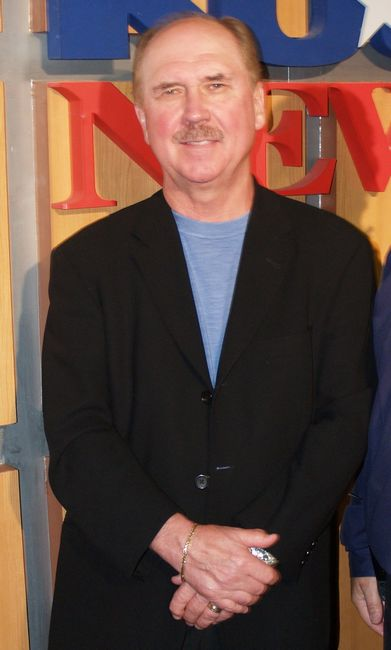
David Morrell - zwycięzca w kategorii Long Fiction za opowiadanie Orange is for Anguish, Blue for Insanity

Zwycięzcy i nominowani do Nagrody Brama Stokera za rok 1988.

## Kategorie
- Powieść (Novel) – utwór składający się z 40 000 lub więcej słów pisany prozą
- Debiut powieściowy (First Novel) – utwór składający się z 40 000 lub więcej słów pisany prozą napisany przez autora, który nigdy wcześniej nie publikował utworu w gatunkach horror, dark fantasy lub okultyzmu
- Długie opowiadanie (Long Fiction) – utwór składający się co najmniej z 7 500 słów, ale nie więcej niż 39 999 słów pisany prozą
- Krótkie opowiadanie (Short Fiction) – utwór składający się z nie więcej niż 7 499 słów pisany prozą
- Zbiór opowiadań (Fiction Collection) – zbiór co najmniej trzech oddzielnych utworów napisanych przez jednego autora i oferowanych na sprzedaż lub dystrybuowane w jednym pakiecie w formie książki, książki audio, książki elektronicznej lub innej formie. Łączna długość utworów musi wynosić co najmniej 40 000 słów.

## Legenda
| zwycięzca |
| nominacja |

## Powieść (Novel)
| Imię i nazwisko    | Tytuł oryginalny         | Tytuł polski        |
| ------------------ | ------------------------ | ------------------- |
| Thomas Harris      | The Silence of the Lambs | Milczenie owiec     |
| Joe R. Lansdale    | The Drive-In             |                     |
| Robert R. McCammon | Stinger                  | Stinger             |
| Anne Rice          | Queen of the Damned      | Królowa potępionych |
| F. Paul Wilson     | Black Wind               |                     |

## Debiut powieściowy (First Novel)
| Imię i nazwisko        | Tytuł oryginalny     | Tytuł polski |
| ---------------------- | -------------------- | ------------ |
| Kelley Wilde           | The Suiting          |              |
| Kevin J. Anderson      | Resurrection, Inc.   |              |
| John L. Byrne          | Fear Book            |              |
| Alan Lee Harris        | Deliver Us from Evil |              |
| Michael Paine          | Cities of the Dead   |              |
| J. Michael Straczynski | Demon Night          |              |

## Długie opowiadanie (Long Fiction)
| Imię i nazwisko    | Tytuł oryginalny                         | Tytuł polski   |
| ------------------ | ---------------------------------------- | -------------- |
| David Morrell      | Orange is for Anguish, Blue for Insanity |                |
| Harlan Ellison     | The Function of Dream Sleep              |                |
| John Farris        | Horrorshow                               |                |
| Stephen King       | The Night Flier                          | Nocny latawiec |
| George R.R. Martin | The Skin Trade                           |                |
| Peter Straub       | The Juniper Tree                         |                |

## Krótkie opowiadanie (Short Fiction)
| Imię i nazwisko | Tytuł oryginalny                                | Tytuł polski |
| --------------- | ----------------------------------------------- | ------------ |
| Joe R. Lansdale | The Night They Missed the Horror Show           |              |
| Ray Bradbury    | The Thing at the Top of the Stairs              |              |
| Harlan Ellison  | She's a Young Thing and Cannot Leave Her Mother |              |
| Carol Orlock    | Nobody Lives There Now                          |              |
| Lucius Shepard  | Jack's Decline                                  |              |
| Chet Williamson | The Music of the Dark Time                      |              |

## Zbiór opowiadań (Fiction Collection)
| Imię i nazwisko  | Tytuł oryginalny                   | Tytuł polski |
| ---------------- | ---------------------------------- | ------------ |
| Charles Beaumont | Charles Beaumont: Selected Stories |              |
| Ray Bradbury     | The Toynbee Convector              |              |
| Harlan Ellison   | Angry Candy                        |              |
| Dennis Etchison  | The Blood Kiss                     |              |
| John Farris      | Scare Tactics                      |              |
| Patrick McGrath  | Blood and Water and Other Tales    |              |

## Nagroda za całokształt twórczości (Lifetime Achievement)
- Ray Bradbury
- Ronald Chetwynd-Hayes(inne języki)